# Fecampia balanicola
Fecampia balanicola is een platworm (Platyhelminthes). De worm is tweeslachtig. De soort leeft in het zoute water.
Het geslacht Fecampia, waarin de platworm wordt geplaatst, wordt tot de familie Fecampiidae gerekend. De wetenschappelijke naam van de soort werd voor het eerst geldig gepubliceerd in 1977 door Christensen & Hurley.